# Capulana

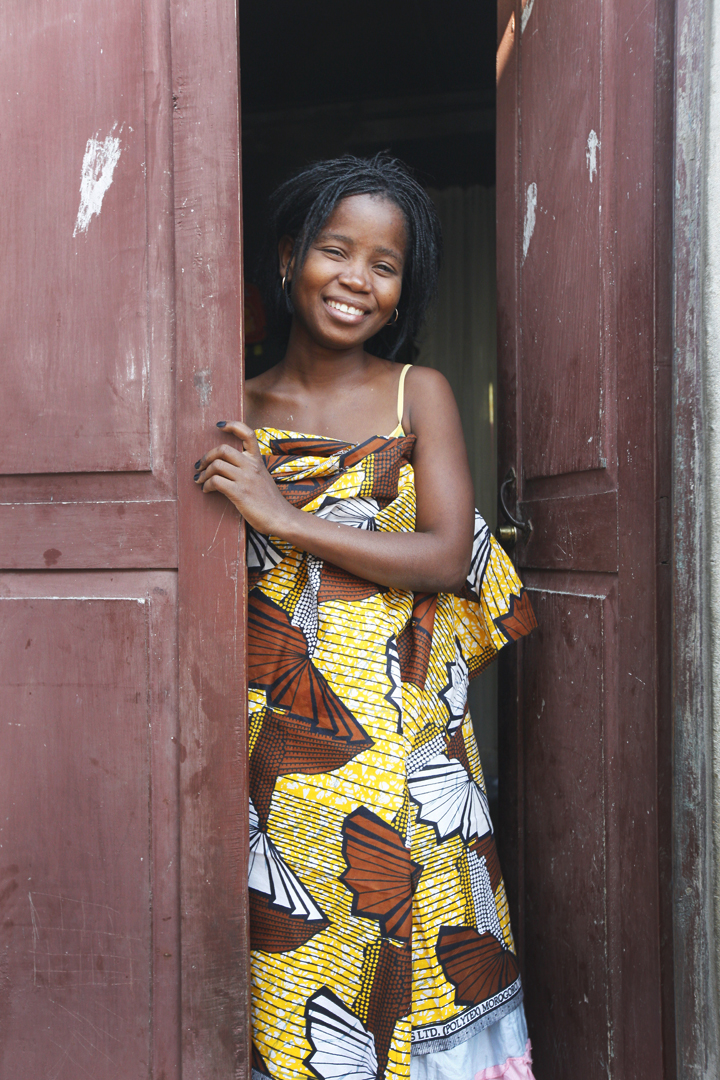
Kvinna i Capulana

Capulana är ett tryckt tygstycke som fungerar som sarong, och är vanligt i Moçambique.